# Pohrebî, Prîlukî
Pohrebî (în ucraineană Погреби) este localitatea de reședință a comunei Pohrebî din raionul Prîlukî, regiunea Cernihiv, Ucraina.

## Demografie
Componența lingvistică a localității Pohrebî
     Ucraineană (96,91%)
     Rusă (1,93%)
     Română (1,16%)
Conform recensământului din 2001, majoritatea populației localității Pohrebî era vorbitoare de ucraineană (96,91%), existând în minoritate și vorbitori de rusă (1,93%) și română (1,16%).